# Чапаево (Могилёвская область)
Чапаево (бел. Чапаева) — деревня в составе Славковичского сельсовета Глусского района Могилёвской области Республики Беларусь.

## Население
- 1999 год — 46 человек
- 2009 год — 24 человека